# Yarek Gasiorowski
Yarek Gasiorowski, plus connu sous le nom de Yarek, né le 12 janvier 2005 à Polinyà de Xúquer en Espagne, est un footballeur hispano-polonais qui évolue au poste de défenseur central au PSV Eindhoven.

## Biographie

### En club
Né à Polinyà de Xúquer en Espagne, Yarek Gasiorowski est formé par le Valence CF.
Yarek Gasiorowski joue son premier match en professionnel lors d'une rencontre de Liga le 7 octobre 2023, contre le RCD Majorque. Il entre en jeu et les deux équipes se neutralisent (1-1 score final).
Le 10 juillet 2025, Yarek Gasiorowski prend la direction des Pays-Bas en signant en faveur du PSV Eindhoven pour un contrat de cinq ans, soit jusqu'en juin 2030.

### En sélection
Yarek Gasiorowski est né d'un père polonais et d'une mère espagnole, il peut ainsi jouer pour ces deux pays en sélection. Il décide toutefois de jouer pour l'Espagne.
Il représente l'équipe d'Espagne des moins de 17 ans pour un total de quinze matchs joués.
Gasiorowski joue ensuite pour les moins de 19 ans, étant notamment retenu pour participer au Championnat d'Europe des moins de 19 ans en 2023. Durant ce tournoi organisé à Malte il joue quatre matchs. Il marque également un but, lors du premier match de la phase de groupe, lors de la victoire de son équipe face à l'Islande (1-2 score final). Son équipe se hisse jusqu'en demi-finale, battue par l'Italie (1-3 score final)
Il se fait notamment remarquer avec cette sélection en marquant trois buts le 15 novembre 2023, lors d'un match contre la Moldavie, permettant à son équipe de s'imposer par cinq buts à zéro. 

## Palmarès
Espagne -19 ans
- Championnat d'Europe
  - Vainqueur en 2024